# الرضاعة الطبيعية والصحة النفسية

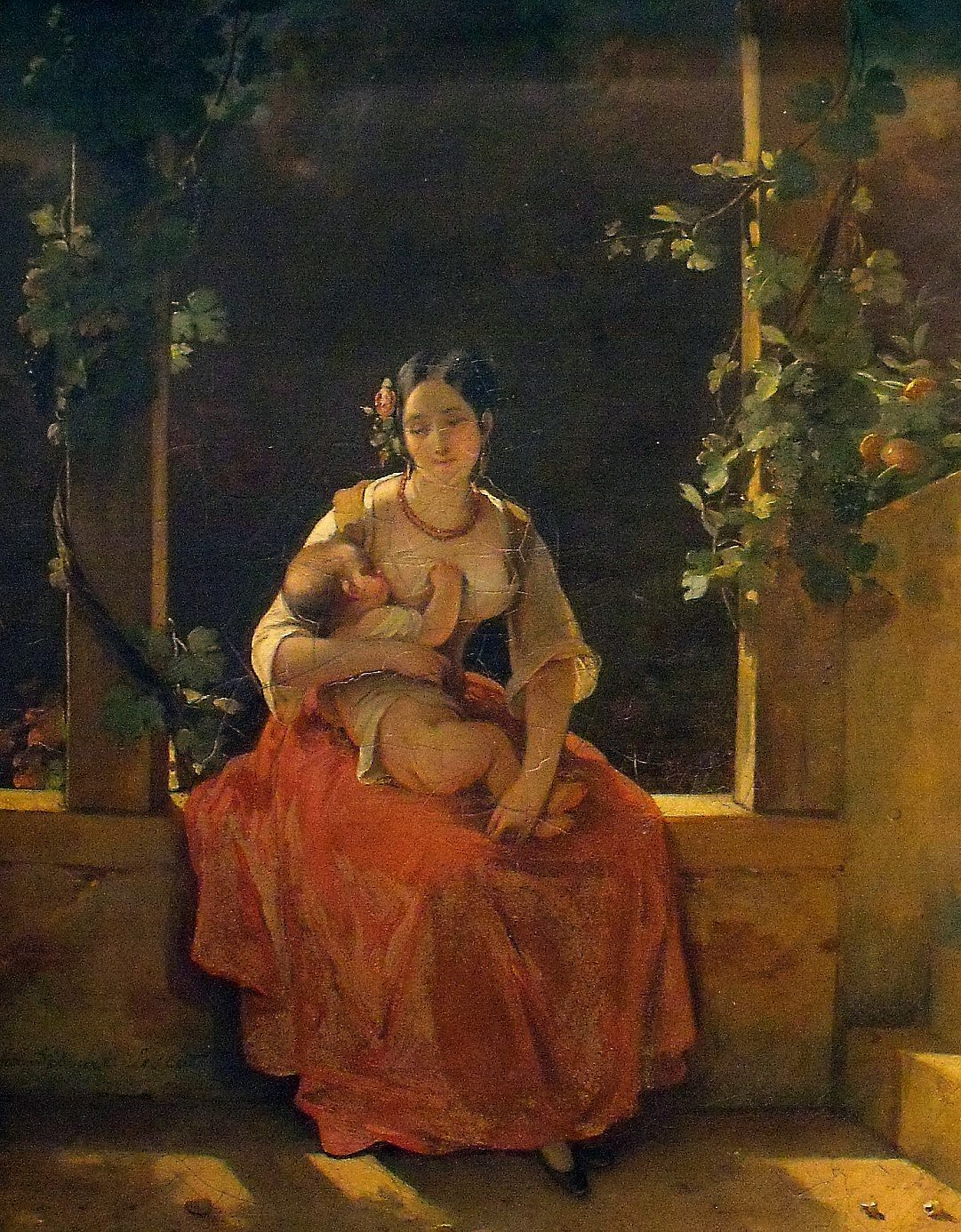
رسم لأم شابة ترضع طفلها.

الرضاعة الطبيعية والصحة النفسية، هي العلاقة التي تربط بين الرضاعة الطبيعية في فترة النفاس والصحة النفسية لكل من الأم والطفل. تشير الأبحاث إلى تأثير الرضاعة الطبيعية الإيجابي على الصحة النفسية للأم والطفل. تشتمل هذه الفوائد على تحسين المزاج ومستويات الإجهاد وانخفاض خطر اكتئاب ما بعد الولادة لدى الأم، وتعزيز التطور العاطفي الاجتماعي لدى الطفل، فضلًا عن خلق رابطة أمومة أقوى بين الأم والطفل بالإضافة إلى غيرها من الفوائد. تقترح كل من منظمة الصحة العالمية والمفوضية الأوروبية للصحة العامة والأكاديمية الأمريكية لطب الأطفال اعتماد الأم على الإرضاع الطبيعي وحده خلال أول ستة أشهر من حياة الطفل نظرًا إلى فوائده. وعلى الرغم من هذه الاقتراحات، تشير التقديرات إلى أن 70% من الأمهات يلجأن إلى الإرضاع الطبيعي بعد ولادة الطفل، وأن 13.5% من الرضع في الولايات المتحدة يتغذون من خلال الرضاعة الطبيعية دون غيرها. يُعتبر كل من تشجيع الرضاعة الطبيعية ودعم الأمهات اللاتي يعانين من صعوبات أو إيقاف مبكر عن الرضاعة بمثابة أولوية صحية.
ما تزال الطبيعة الدقيقة للعلاقة بين الرضاعة الطبيعية وبعض من جوانب الصحة النفسية أمرًا غير واضح بالنسبة للعلماء. لا يمكن التأكد من الروابط السببية بسبب التباين في كيفية قياس الرضاعة الطبيعية وتأثيراتها في الدراسات، إذ ما تزال بعض التفاعلات المعقدة بين شتى العوامل النفسية والاجتماعية الثقافية والبيوكيميائية غير مفهومة تمامًا. 

## الرضاعة الطبيعية وصحة الأم النفسية
تؤثر الرضاعة الطبيعية إيجابيًا على رفاهية الأم النفسية والعاطفية، وذلك نظرًا إلى قدرتها على تحسين المزاج ومستويات التوتر، الأمر الذي يُشار إليه باسم «درء التوتر» لدى الأمهات في فترة النفاس. يساعد هذا النشاط على خلق حالة نفسية أكثر هدوءًا بالإضافة إلى تقليله من الشعور بالقلق والمشاعر السلبية والتوتر. تتجلى هذه النتائج في استجابة الأم الفسيولوجية للرضاعة الطبيعية، إذ يتحسن تضمين التواتر المبهمي للقلب وينخفض ضغط الدم وسرعة القلب. ينتج تأثير درء التوتر المصاحب للرضاعة الطبيعية عن إفراز هرمونات الأوكسيتوسين والبرولاكتين. تشعر الأم المرضّعة طبيعيًا بتحسن في مدة النوم وجودته، بينما تنخفض لديها حالات اضطرابات النوم. يؤثر هذا النشاط إيجابيًا على كيفية استجابة الأمهات للمواقف الاجتماعية، ما يجعل من تحسين العلاقات والتفاعلات أمرًا أسهل. تنخفض استجابة الأمهات اللواتي يلجأن إلى الإرضاع الطبيعي لتعابير الوجه السلبية (مثل الغضب)، بينما تزيد استجابتهن لتعابير الوجه الإيجابية (مثل السعادة). تساعد الرضاعة الطبيعية الأمهات على الشعور بالثقة والقوة، وذلك بسبب معرفتهن لأثر الرضاعة الطبيعية الإيجابي على أطفالهن. 

### اكتئاب ما بعد الولادة

#### أثر اكتئاب ما بعد الولادة على الرضاعة الطبيعية
تشير الدراسات إلى انخفاض تواتر إرضاع الأمهات لأطفالهن عند اصابتهن باكتئاب ما بعد الولادة. تُعتبر الرضاعة الطبيعية بمثابة نشاط حميمي يتطلب اتصالًا جسديًا مستدامًا بين الأم والطفل، إذ تقل احتمالية اعتماد الأمهات الجدد اللواتي يعانين من أعراض الاكتئاب –القلق المتزايد والميل إلى تجنب أطفالهن- على الرضاعة الطبيعية. يمكن للقلق الاكتئابي في فترة النفاس أن يقلل من معدل إنتاج حليب الأم، ما يؤدي إلى انخفاض قدرة الأم على إرضاع طفلها طبيعيًا. لا يوصى باعتماد الأمهات اللواتي يستخدمن مضادات الاكتئاب بغية علاجه على الإرضاع الطبيعي، إذ يمكن لمكونات الدواء الانتقال إلى الطفل عن طريق حليب الثدي، ما قد يسفر عن عواقب وخيمة فيما يتعلق بنمو الطفل. عادةً ما تشير الأمهات اللاتي يعانين من أعراض اكتئاب ما بعد الولادة إلى تعرضهن لصعوبات أكثر في التعامل مع الرضاعة الطبيعية، بالإضافة إلى انخفاض مستويات النجاعة الذاتية المصاحبة للإرضاع الطبيعي. تُعتبر الأمهات المصابات باكتئاب ما بعد الولادة أكثر عرضةً لامتلاك تصورات سلبية حول الرضاعة الطبيعية. تُعتبر الأمهات المصابات باكتئاب ما بعد الولادة أكثر ميلًا للشروع في الإرضاع الطبيعي في وقت متأخر، والاعتماد على الإرضاع الطبيعي بشكل أقل، بالإضافة إلى احتمالية توقفهن عن الإرضاع الطبيعي في وقت مبكر خلال فترة النفاس.

#### أثر الرضاعة الطبيعية على اكتئاب ما بعد الولادة
يمكن للرضاعة الطبيعة توفير حماية ضد اكتئاب ما بعد الولادة أو التقليل من بعض أعراضه، إذ يُشار إلى كفاءة الرضاعة الطبيعية في التفوق على فوائد مضادات الاكتئاب. يمكن للامتناع عن الإرضاع الطبيعي أو التقليل منه رفع احتمالية إصابة الأم بهذا الاضطراب النفسي. قد يحسن كل من الأوكسيتوسين والبرولاكتين –اللذين يطلقهما الجسم خلال الإرضاع الطبيعي- من مزاج الأم، بالإضافة إلى تقليلهما من خطر الإصابة بالاكتئاب. تقل معدلات الإصابة باكتئاب ما بعد الولادة لدى النساء المرضعات مقارنةً بالنساء اللاتي يعتمدن على التغذية الصناعية. يُعتبر التوتر أحد أقوى عوامل الخطر في تطور الاكتئاب، لذا يقل معدل خطر الإصابة باكتئاب ما بعد الولادة لدى الأمهات اللاتي يرضعن طبيعيًا، وذلك نظرًا إلى قدرة الإرضاع الطبيعي على التقليل من نسبة التوتر. يقل خطر الإصابة بهذا الاكتئاب نتيجة للتحسن في أنماط النوم، والتحسينات التي تطرأ على رابطة الأمومة بين الأم والطفل، والشعور المتزايد بالنجاعة الذاتية الناجم عن الإرضاع الطبيعي. عادةً ما يختبر الأطفال الحاصلين على الرضاعة الطبيعية حالات مزاجية أفضل ومشاكل صحية أقل، الأمر الذي قد ينعكس إيجابًا على الصحة النفسية للأم.

#### صعوبات الرضاعة الطبيعية واكتئاب ما بعد الولادة
تسفر كل من صعوبات الرضاعة الطبيعية والانقطاع عن الإرضاع الطبيعي عن سوء الحالة المزاجية للأم وارتفاع خطر الإصابة باكتئاب ما بعد الولادة. وجدت الدراسة التي أجراها نيسلون وزملاؤه في عام 2011 تضاعف الشعور بأعراض الاكتئاب بمقدار 2.4 أضعاف لدى النساء غير القادرات على الإرضاع الطبيعي بعد 16 أسبوعًا من الولادة. تشتمل المشاكل التي يُحتمل حدوثها على كل من الألم في الحلمة، ومشاكل مزاجية عند الأطفال، ونقص في معدل إنتاج الحليب، وجراحة الثدي والتهابه. يُعد الافتقار إلى الثقة بالنفس أو المرور بالتجارب الصعبة خلال الإرضاع الطبيعي مصدر قلق مشترك لدى الأمهات المصابات باكتئاب ما بعد الولادة. يُشار إلى تطلّب الأمهات اللاتي يعانين من مشاكل خلال الإرضاع الطبيعي دعمًا إضافيًا فوريًا، بالإضافة إلى ضرورة فحصهن بحثًا عن أي علامات للاكتئاب. يساهم تشجيع المتخصصين وتوجيههم في تعزيز النجاعة الذاتية ومساعدة الأمهات على الشعور بالقدرة والقوة. تُنصح الأمهات أيضًا باكتساب فهم أعمق لآلية حصول الطفل على التغذية خلال الرضاعة الطبيعية بغية توقع المشاكل المحتملة ومعالجتها، وذلك نظرًا إلى قدرة مزاج الطفل على التأثير على عملية الرضاعة الطبيعية. 